# Johann Georg Rupp
Johann Georg Rupp (* 7. Februar 1797 in Reutlingen; † 1. März 1883 ebenda) war ein deutscher Architekt, Baubeamter und Denkmalpfleger.

## Leben
Johann Georg Rupp entstammte einer traditionell im Steinmetz-Handwerk tätigen Familie und besuchte nach einer Maurer- oder Zimmermannslehre das Polytechnikum Stuttgart. Anschließend an das Architekturstudium arbeitete er als Bautechniker in Kirchheim (Teck). 
Nach Reutlingen zurückgekehrt, arbeitete er dort bis 1871 als Stadtbaudirektor in der kommunalen Bauverwaltung.
Sein Schwerpunkt war die gotische Baukunst, und er war an der Restaurierung der Marienkirche in Reutlingen beteiligt. Neben seiner Tätigkeit als Beirat des Ulmer Münsterbaues wurde er durch seine Schloss- und Kirchenbauten überregional bekannt.
Seine archäologischen Untersuchungen 1858 auf der „Alten Burg“ an der Gönninger Landstraße führten zur Errichtung einer heute nicht mehr erhaltenen, nachempfundenen Ruine.
1871 trat er in den Ruhestand und erhielt anlässlich seiner Goldenen Hochzeit den Friedrichs-Orden und den Ehrentitel „Baurat“ verliehen.
1845 malte Gottlob Johann Gutekunst ein Porträt von Rupp in Ölfarben auf Leinwand.

## Bauten und Entwürfe
- 1755: Pfarrkirche Hl. Anastasia in Baisingen
- 1837–1838: Aufstockung der Schule in Dußlingen
- 1838: Umbau des Rathauses in Betzingen
- 1840–1842: Bauleitung beim Bau des Schlosses Lichtenstein[2]
- 1840: Katholische Kirche in Baisingen
- 1840: Evangelische Kirche in Gomaringen
- 1842–1844: Langhaus der evangelischen Kirche St. Peter und Paul in Gönningen[3]
- 1845: Arbeiten an der Kirche in Vollmaringen
- 1846–1848: Kirchenschiff[4] der evangelischen Dionysiuskirche in Bodelshausen[5]
- 1857–1858: Umbau des Spendhaus
- 1859: Umbau von Schloss Hohenmühringen bei Horb
- um 1860: Instituts- und Wohngebäude für die durch Eduard Lucas gegründete Pomologische Anstalt an der Alteburgstraße in Reutlingen[6]
- 1864: Umbau von Schloss Haunsheim in Haunsheim
- 1869: Umbau von Schloss Weitenburg im Neckartal